# 褐穗莎草
褐穗莎草（学名：Cyperus fuscus），也称密穗莎草，为莎草科莎草属的植物。分布在喜马拉雅山西北部、欧洲、俄罗斯、越南、印度以及中国大陆的内蒙古、山西、河北、甘肃、新疆、黑龙江、陕西、辽宁等地，生长于海拔190米至2,600米的地区，常生于稻田中、沟边或水旁，目前尚未由人工引种栽培。

## 异名
- Cyperus fuscus L. f. pallescens Husnet
- 北莎草 Cyperus fuscus L. f. virescens (Hoffm.) Vahl
- Cyperus fuscus L. var. pallido-marginatus E. G. Camus